# Coupe Spengler 2021
Navigation
Édition précédente Édition suivante
La Coupe Spengler 2021 devait être la 94e édition de la Coupe Spengler. Elle est prévue pour se dérouler comme chaque année du 26 au 31 décembre 2021, à Davos, en Suisse, mais est annulée le 25 décembre, en raison de la pandémie de Covid-19. Ce n'est que la sixième fois après 1939, 1940, 1949, 1956 et 2020 qu'aucun vainqueur ne peut être désigné.

## Modus
Les six équipes participantes sont d'abord réparties en deux poules de trois, le groupe Torriani et le groupe Cattini. Chacune des équipes rencontre ses deux autres adversaires. La première équipe de chaque groupe est directement qualifiée pour les demi-finales. Les quatre autres équipes disputent des quarts de finale, durant lesquelles le deuxième du groupe Cattini rencontre le troisième du groupe Torriani, et inversement. Le vainqueur de chacun de ces quarts de finale est qualifié pour les demi-finales. Les deux équipes victorieuses devaient s'affronter en finale, le 31 décembre à midi.

## Participants prévus avant l'annulation
- Berne Sélection
- HC Davos (NL)
- HC Slovan Bratislava (Extraliga)
- Frölunda Indians (SHL)
- KalPa (Liiga)
- HC Sparta Prague (Extraliga)

Le 20 décembre 2021, le Team Canada et le HC Ambrì-Piotta se retirent de la compétition. Ils sont remplacés par les Slovaques du HC Slovan Bratislava et par une sélection de joueurs des trois clubs bernois du championnat de Suisse, le CP Berne, le HC Bienne et les SCL Tigers.